# Wham!
A Wham! egy brit popduó volt, amelyet George Michael és Andrew Ridgeley alapított meg 1981-ben. Az Egyesült Államokban Wham! UK néven is ismertek voltak, miután egy amerikai együttessel konfliktusba keveredtek a csapat elnevezése miatt. 1982 és 1987 között a Whamǃ 28 millió felvételt adott el világszerte.
Háttér énekesek és táncosok: Pepsi DeMacque, Shirlie Hollimann és Dee C. Lee. Egyik leghíresebb daluk a Last Christmas. A két alapító tag már a Wham! megalakulása előtt is játszott együttesekben. Első számuk, a Wham Rap! (Enjoy What You Do), 1982-ben volt hallható a brit rádióadókon. Michael szólókarrierjének sikerei hatására az együttes 1986-ban hivatalosan is feloszlott a The Edge of Heaven című búcsúkislemez és a The Final című válogatásalbum megjelentetése, valamint egy, a Wembley Stadionban megrendezett telt házas szuperkoncert után. A popduó utolsó kislemeze, a The Edge of Heaven, 1986 júniusában első helyezett lett a brit slágerlistán.

## Diszkográfia

### Stúdióalbumok
- Fantastic (1983)
- Make It Big (1984)
- Music from the Edge of Heaven (1986)

### Válogatásalbumok
- The Final (1986)
- 12" Mixes (1988)
- The Best of Wham!: If You Were There... (1997)

### Kislemezek
- Wham Rap! (Enjoy What You Do) (1982)
- Young Guns (Go for It! (1983)
- Wham Rap! (Enjoy What You Do) (reissue) (1983)
- Bad Boys (1983)
- Club Tropicana (1983)
- Club Fantastic Megamix (1983)
- Wake Me Up Before You Go-Go (1984)
- Careless Whisper (1984)
- Freedom (1984)
- Everything She Wants (1984)
- Last Christmas (1984)
- I'm Your Man (1985)
- The Edge of Heaven (1986)
- Where Did Your Heart Go? (1986)

## Fordítás
- Ez a szócikk részben vagy egészben  a   Whamǃ című angol Wikipédia-szócikk fordításán alapul.  Az eredeti cikk szerkesztőit annak laptörténete sorolja fel. Ez a jelzés csupán a megfogalmazás eredetét és a szerzői jogokat jelzi, nem szolgál a cikkben szereplő információk forrásmegjelöléseként.